# Hampteau (Hotton)
Pour les articles homonymes, voir Hampteau.
Hampteau (en wallon Hamtea) est une section de la commune belge de Hotton située en Région wallonne dans la province de Luxembourg.
C'était une commune à part entière avant la fusion des communes de 1977.

## Évolution démographique
- Source: DGS, 1831 à 1970=recensements population, 1976= habitants au 31 décembre

## Histoire
Commune du département de Sambre-et-Meuse, elle fut transférée à la province de Luxembourg après 1839.